# Pasja loćika
Pasja loćika (loćika; lat. Theligonum), rod jednogodišnjeg raslinja iz porodoice broćevki, nekada uključivan u vlastitu porodicu Theligonaceae. Postoje četiri vrste raširene po Mediteranu, Makaroneziji, Kini i Japanu. U Hrvatskoj je poznata primorska pasja loćika (Theligonum cynocrambe ).

## Vrste
1. Theligonum cynocrambe L.
2. Theligonum formosanum (Ohwi) Ohwi & T.S.Liu
3. Theligonum japonicum Ôkubo & Makino
4. Theligonum macranthum Franch.